# Vojničke muhe
Vojničke muhe (Stratiomyidae), velika porodica kukaca dvokrilaca iz podreda kratkoticalaca (Brachycera) koja zajedno s porodicama Pantophthalmidae i Xylomyidae čine natporodicu Stratiomyoidea, koja je jedini predstavnik infrareda Stratiomyomorpha.
Najpoznatiji predstavnik je crna vojnička muha, Hermetia illucens, za koje se kaže da im larve (ličinke) imaju visoku hranjivu vrijednost u ljudskoj prehrani.

## Podjela
- Potporodica Antissinae Kertesz, 1908
- Potporodica Beridinae Westwood, 1838
- Potporodica Chiromyzinae Brauer, 1880
- Potporodica Chrysochlorinae Woodley, 2001
- Potporodica Clitellariinae Brauer, 1882
- Potporodica Hermetiinae Loew, 1862
- Potporodica Nemotelinae Kertesz, 1912
- Potporodica Pachygastrinae Loew, 1856
- Potporodica Parhadrestiinae Woodley, 1986
- Potporodica Raphiocerinae Schiner, 1868
- Potporodica Sarginae Walker, 1834
- Potporodica Stratiomyinae Latreille, 1802

## Vanjske poveznice
|  | Zajednički poslužitelj ima još gradiva o temi Stratiomyidae |
|  | Wikivrste imaju podatke o taksonu Stratiomyidae             |